# Saison 1998-1999 de la LNH
Saison précédente Saison suivante
La saison 1998-1999 est la 82e saison de la Ligue nationale de hockey. Les Predators de Nashville intègrent la ligue où chacune des 27 équipes joue 82 matchs.

## Saison régulière

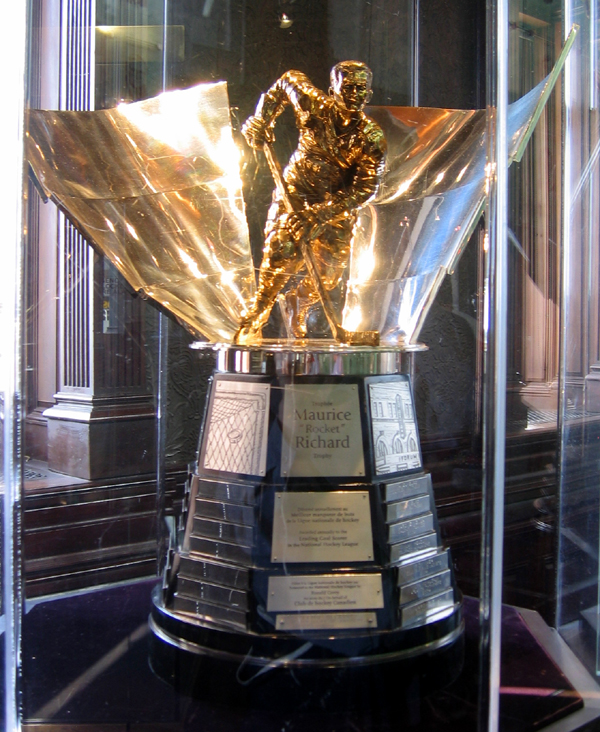
Trophée Maurice-Richard

Avec l'ajout des Predators de Nashville, la ligue qui comprend alors vingt-sept équipes et décide de changer l'organisation en passant à deux associations de trois divisions chacune. À l'occasion de cette réorganisation, les Maple Leafs de Toronto passent dans l'association de l'Est.
Cette saison est la dernière de Wayne Gretzky, meilleur buteur, passeur et pointeur de l'histoire de la ligue. 
Le trophée Maurice-Richard, don des Canadiens de Montréal, est remis pour la première fois afin de récompenser le joueur ayant marqué le plus de buts en saison régulière. Le premier vainqueur en est Teemu Selänne des Mighty Ducks d'Anaheim.

### Classements finaux
| Clt   | Équipe                    | Division   | PJ | V  | D  | N  | BP  | BC  | Pts |
| ----- | ------------------------- | ---------- | -- | -- | -- | -- | --- | --- | --- |
| +001, | Devils du New Jersey      | Atlantique | 82 | 47 | 24 | 11 | 248 | 196 | 105 |
| +002, | Sénateurs d'Ottawa        | Nord-Est   | 82 | 44 | 23 | 15 | 239 | 179 | 103 |
| +003, | Hurricanes de la Caroline | Sud-Est    | 82 | 34 | 30 | 18 | 210 | 202 | 86  |
| +004, | Maple Leafs de Toronto    | Nord-Est   | 82 | 45 | 30 | 7  | 268 | 231 | 97  |
| +005, | Flyers de Philadelphie    | Atlantique | 82 | 37 | 26 | 19 | 231 | 196 | 93  |
| +006, | Bruins de Boston          | Nord-Est   | 82 | 39 | 30 | 13 | 214 | 181 | 91  |
| +007, | Sabres de Buffalo         | Nord-Est   | 82 | 37 | 28 | 17 | 207 | 175 | 91  |
| +008, | Penguins de Pittsburgh    | Atlantique | 82 | 38 | 30 | 14 | 242 | 225 | 90  |
| +009, | Panthers de la Floride    | Sud-Est    | 82 | 30 | 34 | 18 | 210 | 228 | 78  |
| +010, | Rangers de New York       | Atlantique | 82 | 33 | 38 | 11 | 217 | 227 | 77  |
| +011, | Canadiens de Montréal     | Nord-Est   | 82 | 32 | 39 | 11 | 184 | 209 | 75  |
| +012, | Capitals de Washington    | Sud-Est    | 82 | 31 | 45 | 6  | 200 | 218 | 68  |
| +013, | Islanders de New York     | Atlantique | 82 | 24 | 48 | 10 | 194 | 244 | 58  |
| +014, | Lightning de Tampa Bay    | Sud-Est    | 82 | 19 | 54 | 9  | 179 | 292 | 47  |

| Clt   | Équipe                 | Division   | PJ | V  | D  | N  | BP  | BC  | Pts |
| ----- | ---------------------- | ---------- | -- | -- | -- | -- | --- | --- | --- |
| +001, | Stars de Dallas        | Pacifique  | 82 | 51 | 19 | 12 | 236 | 168 | 114 |
| +002, | Avalanche du Colorado  | Nord-Ouest | 82 | 44 | 28 | 10 | 239 | 205 | 98  |
| +003, | Red Wings de Détroit   | Centrale   | 82 | 43 | 32 | 7  | 245 | 202 | 93  |
| +004, | Coyotes de Phoenix     | Pacifique  | 82 | 39 | 31 | 12 | 205 | 197 | 90  |
| +005, | Blues de Saint-Louis   | Centrale   | 82 | 37 | 32 | 13 | 237 | 209 | 87  |
| +006, | Mighty Ducks d'Anaheim | Pacifique  | 82 | 35 | 34 | 13 | 215 | 206 | 83  |
| +007, | Sharks de San José     | Pacifique  | 82 | 31 | 33 | 18 | 196 | 191 | 80  |
| +008, | Oilers d'Edmonton      | Nord-Ouest | 82 | 33 | 37 | 12 | 230 | 226 | 78  |
| +009, | Flames de Calgary      | Nord-Ouest | 82 | 30 | 40 | 12 | 211 | 234 | 72  |
| +010, | Blackhawks de Chicago  | Centrale   | 82 | 29 | 41 | 12 | 202 | 248 | 70  |
| +011, | Kings de Los Angeles   | Pacifique  | 82 | 32 | 45 | 5  | 189 | 222 | 69  |
| +012, | Predators de Nashville | Centrale   | 82 | 28 | 47 | 7  | 190 | 261 | 63  |
| +013, | Canucks de Vancouver   | Nord-Ouest | 82 | 23 | 47 | 12 | 192 | 258 | 58  |

- Champion de la saison régulière
- Champion de division
- Qualifié pour les séries éliminatoires

### Meilleurs pointeurs
| Joueur         | Équipe             | PJ | B  | A  | Pts | Pun |
| -------------- | ------------------ | -- | -- | -- | --- | --- |
| Jaromír Jágr   | Pittsburgh         | 81 | 44 | 83 | 127 | 66  |
| Teemu Selänne  | Anaheim            | 75 | 47 | 60 | 107 | 30  |
| Paul Kariya    | Anaheim            | 82 | 39 | 62 | 101 | 40  |
| Peter Forsberg | Colorado           | 78 | 30 | 67 | 97  | 108 |
| Joe Sakic      | Colorado           | 73 | 41 | 55 | 96  | 29  |
| Alexei Yashin  | Ottawa             | 82 | 44 | 50 | 94  | 54  |
| Eric Lindros   | Philadelphie       | 71 | 40 | 53 | 93  | 120 |
| Theoren Fleury | Calgary / Colorado | 75 | 40 | 53 | 93  | 86  |
| John Leclair   | Philadelphie       | 76 | 43 | 47 | 90  | 30  |
| Pavol Demitra  | Saint-Louis        | 82 | 37 | 52 | 89  | 16  |

## Séries éliminatoires de la Coupe Stanley

### Tableau récapitulatif
|  | Quarts de finale d'association | Quarts de finale d'association | Quarts de finale d'association |   |                           | Demi-finales d'association | Demi-finales d'association | Demi-finales d'association |  |   | Finales d'association  | Finales d'association | Finales d'association |  |   | Finale de la Coupe Stanley | Finale de la Coupe Stanley | Finale de la Coupe Stanley |
|  |                                |                                |                                |   |                           |                            |                            |                            |  |   |                        |                       |                       |  |   |                            |                            |                            |
|  | 1                              | Devils du New Jersey           | 3                              |   |                           |                            |                            |                            |  |   |                        |                       |                       |  |   |                            |                            |                            |
|  | 8                              | Penguins de Pittsburgh         | 4                              |   |                           |                            |                            |                            |  |   |                        |                       |                       |  |   |                            |                            |                            |
|  | 8                              | Penguins de Pittsburgh         | 4                              |   | 4                         | Maple Leafs de Toronto     | 4                          |                            |  |   |                        |                       |                       |  |   |                            |                            |                            |
|  |                                |                                |                                |   | 4                         | Maple Leafs de Toronto     | 4                          |                            |  |   |                        |                       |                       |  |   |                            |                            |                            |
|  |                                | 8                              | Penguins de Pittsburgh         | 2 |                           |                            |                            |                            |  |   |                        |                       |                       |  |   |                            |                            |                            |
|  | 2                              | 8                              | Penguins de Pittsburgh         | 2 | Sénateurs d’Ottawa        | 0                          |                            |                            |  |   |                        |                       |                       |  |   |                            |                            |                            |
|  | 2                              |                                |                                |   | Sénateurs d’Ottawa        | 0                          |                            |                            |  |   |                        |                       |                       |  |   |                            |                            |                            |
|  | 7                              | Sabres de Buffalo              | 4                              |   |                           |                            |                            |                            |  |   |                        |                       |                       |  |   |                            |                            |                            |
|  | 7                              | Sabres de Buffalo              | 4                              |   |                           |                            |                            |                            |  | 4 | Maple Leafs de Toronto | 1                     |                       |  |   |                            |                            |                            |
|  | Association de l'Est           |                                |                                |   |                           |                            |                            |                            |  | 4 | Maple Leafs de Toronto | 1                     |                       |  |   |                            |                            |                            |
|  |                                | 7                              | Sabres de Buffalo              | 4 |                           |                            |                            |                            |  |   |                        |                       |                       |  |   |                            |                            |                            |
|  | 3                              | 7                              | Sabres de Buffalo              | 4 | Hurricanes de la Caroline | 2                          |                            |                            |  |   |                        |                       |                       |  |   |                            |                            |                            |
|  | 3                              |                                |                                |   | Hurricanes de la Caroline | 2                          |                            |                            |  |   |                        |                       |                       |  |   |                            |                            |                            |
|  | 6                              | Bruins de Boston               | 4                              |   |                           |                            |                            |                            |  |   |                        |                       |                       |  |   |                            |                            |                            |
|  | 6                              | Bruins de Boston               | 4                              |   | 6                         | Bruins de Boston           | 2                          |                            |  |   |                        |                       |                       |  |   |                            |                            |                            |
|  |                                |                                |                                |   | 6                         | Bruins de Boston           | 2                          |                            |  |   |                        |                       |                       |  |   |                            |                            |                            |
|  |                                | 7                              | Sabres de Buffalo              | 4 |                           |                            |                            |                            |  |   |                        |                       |                       |  |   |                            |                            |                            |
|  | 4                              | 7                              | Sabres de Buffalo              | 4 | Maple Leafs de Toronto    | 4                          |                            |                            |  |   |                        |                       |                       |  |   |                            |                            |                            |
|  | 4                              |                                |                                |   | Maple Leafs de Toronto    | 4                          |                            |                            |  |   |                        |                       |                       |  |   |                            |                            |                            |
|  | 5                              | Flyers de Philadelphie         | 2                              |   |                           |                            |                            |                            |  |   |                        |                       |                       |  |   |                            |                            |                            |
|  | 5                              | Flyers de Philadelphie         | 2                              |   |                           |                            |                            |                            |  |   |                        |                       |                       |  | 7 | Sabres de Buffalo          | 2                          |                            |
|  |                                |                                |                                |   |                           |                            |                            |                            |  |   |                        |                       |                       |  | 7 | Sabres de Buffalo          | 2                          |                            |
|  |                                | 1                              | Stars de Dallas                | 4 |                           |                            |                            |                            |  |   |                        |                       |                       |  |   |                            |                            |                            |
|  | 1                              | 1                              | Stars de Dallas                | 4 | Stars de Dallas           | 4                          |                            |                            |  |   |                        |                       |                       |  |   |                            |                            |                            |
|  | 1                              |                                |                                |   | Stars de Dallas           | 4                          |                            |                            |  |   |                        |                       |                       |  |   |                            |                            |                            |
|  | 8                              | Oilers d'Edmonton              | 0                              |   |                           |                            |                            |                            |  |   |                        |                       |                       |  |   |                            |                            |                            |
|  | 8                              | Oilers d'Edmonton              | 0                              |   | 1                         | Stars de Dallas            | 4                          |                            |  |   |                        |                       |                       |  |   |                            |                            |                            |
|  |                                |                                |                                |   | 1                         | Stars de Dallas            | 4                          |                            |  |   |                        |                       |                       |  |   |                            |                            |                            |
|  |                                | 5                              | Blues de Saint-Louis           | 2 |                           |                            |                            |                            |  |   |                        |                       |                       |  |   |                            |                            |                            |
|  | 2                              | 5                              | Blues de Saint-Louis           | 2 | Avalanche du Colorado     | 4                          |                            |                            |  |   |                        |                       |                       |  |   |                            |                            |                            |
|  | 2                              |                                |                                |   | Avalanche du Colorado     | 4                          |                            |                            |  |   |                        |                       |                       |  |   |                            |                            |                            |
|  | 7                              | Sharks de San José             | 2                              |   |                           |                            |                            |                            |  |   |                        |                       |                       |  |   |                            |                            |                            |
|  | 7                              | Sharks de San José             | 2                              |   |                           |                            |                            |                            |  | 1 | Stars de Dallas        | 4                     |                       |  |   |                            |                            |                            |
|  | Association de l'Ouest         |                                |                                |   |                           |                            |                            |                            |  | 1 | Stars de Dallas        | 4                     |                       |  |   |                            |                            |                            |
|  |                                | 2                              | Avalanche du Colorado          | 3 |                           |                            |                            |                            |  |   |                        |                       |                       |  |   |                            |                            |                            |
|  | 3                              | 2                              | Avalanche du Colorado          | 3 | Red Wings de Détroit      | 4                          |                            |                            |  |   |                        |                       |                       |  |   |                            |                            |                            |
|  | 3                              |                                |                                |   | Red Wings de Détroit      | 4                          |                            |                            |  |   |                        |                       |                       |  |   |                            |                            |                            |
|  | 6                              | Mighty Ducks d'Anaheim         | 0                              |   |                           |                            |                            |                            |  |   |                        |                       |                       |  |   |                            |                            |                            |
|  | 6                              | Mighty Ducks d'Anaheim         | 0                              |   | 2                         | Avalanche du Colorado      | 4                          |                            |  |   |                        |                       |                       |  |   |                            |                            |                            |
|  |                                |                                |                                |   | 2                         | Avalanche du Colorado      | 4                          |                            |  |   |                        |                       |                       |  |   |                            |                            |                            |
|  |                                | 3                              | Red Wings de Détroit           | 2 |                           |                            |                            |                            |  |   |                        |                       |                       |  |   |                            |                            |                            |
|  | 4                              | 3                              | Red Wings de Détroit           | 2 | Coyotes de Phoenix        | 3                          |                            |                            |  |   |                        |                       |                       |  |   |                            |                            |                            |
|  | 4                              |                                |                                |   | Coyotes de Phoenix        | 3                          |                            |                            |  |   |                        |                       |                       |  |   |                            |                            |                            |
|  | 5                              | Blues de Saint-Louis           | 4                              |   |                           |                            |                            |                            |  |   |                        |                       |                       |  |   |                            |                            |                            |

### Finale de la Coupe Stanley
La finale de la Coupe Stanley oppose les Sabres de Buffalo aux Stars de Dallas. Les Sabres gagnent le premier match à Dallas puis les Stars remportent les deux suivants avant que les Sabres égalisent en gagnant le 4e match. 
Au cours du sixième match, trois prolongations sont nécessaires afin de déterminer le vainqueur. Au bout de 14 minutes dans la 3e prolongations, Brett Hull inscrit le but de la victoire pour les Stars qui remportent ainsi la Coupe Stanley. Ce but est néanmoins contesté par les Sabres : sur les ralentis diffusé par la télévision, il apparaît clairement que le patin de Hull se trouve dans la zone du gardien alors que c'est interdit. Les officiels de la ligue accordent le but arguant que Hull avait effectué trois tirs consécutifs sur le gardien et que le règlement autorise le joueur à amener la rondelle dans la zone puis à marquer. À la suite de cette controverse, cette règle est supprimée dans la Ligue nationale de hockey.
| 8 juin | Stars de Dallas | 2-3 (pr) (1-0, 0-0, 1-2, 0-1) | Sabres de Buffalo | 17 001 spectateurs |

| Feuille de match | Feuille de match                                                                   | Feuille de match    | Feuille de match                                                                                                  | Feuille de match                                   |
| ---------------- | ---------------------------------------------------------------------------------- | ------------------- | --- | -------------------------------------------------- |
|                  | Hull (Modano, Lehtinen) — 10 min 17 s (SN) Lehtinen (Modano, Zoubov) — 59 min 11 s | 1-0 1-1 1-2 2-2 2-3 | Barnes (Juneau, Šmehlík) — 48 min 33 s Primeau (Jitnik, Šmehlík) — 53 min 37 s (SN) Woolley (Brown) — 75 min 30 s | Arbitrage : Gregson, McCreary Scapinello, Sharrers |
| Belfour          | Gardiens                                                                           | Hašek               | | Arbitrage : Gregson, McCreary Scapinello, Sharrers |
|                  |                                                                                    |                     | | Arbitrage : Gregson, McCreary Scapinello, Sharrers |
| 37               | Tirs                                                                               | 24                  | | Arbitrage : Gregson, McCreary Scapinello, Sharrers |

| 10 juin | Stars de Dallas | 4-2 (0-0, 1-1, 3-1) | Sabres de Buffalo | 17 001 spectateurs |

| Feuille de match | Feuille de match | Feuille de match        | Feuille de match                                                   | Feuille de match                               |
| ---------------- | --- | ----------------------- | ------------------------------------------------------------------ | ---------------------------------------------- |
|                  | Langenbrunner (Matvichuk, Nieuwendyk) — 38 min 26 s Ludwig (Skrudland) — 44 min 25 s Hull (Hrkac, Chambers) — 57 min 10 s Hatcher (Zoubov) — 59 min 34 s (CV) | 0-1 1-1 2-1 2-2 3-2 4-2 | Peca (Woolley, Šatan) — 27 min 22 s (SN) Jitnik — 44 min 25 s (SN) | Arbitrage : Fraser, Marouelli Brosker, Collins |
| Belfour          | Gardiens | Hašek                   |                                                                    | Arbitrage : Fraser, Marouelli Brosker, Collins |
|                  | |                         |                                                                    | Arbitrage : Fraser, Marouelli Brosker, Collins |
| 31               | Tirs | 21                      |                                                                    | Arbitrage : Fraser, Marouelli Brosker, Collins |

| 12 juin | Sabres de Buffalo | 1-2 (0-0, 1-1, 0-1) | Stars de Dallas | 18 595 spectateurs |

| Feuille de match | Feuille de match            | Feuille de match | Feuille de match                                                  | Feuille de match                                   |
| ---------------- | --------------------------- | ---------------- | ----------------------------------------------------------------- | -------------------------------------------------- |
|                  | Barnes (Šmehlík, Holzinger) | 1-0 1-1 1-2      | Nieuwendyk (Reid, Langenbrunner) Nieuwendyk (Langenbrunner, Reid) | Arbitrage : Gregson, Koharski Scapinello, Sharrers |
| Hašek            | Gardiens                    | Belfour          |                                                                   | Arbitrage : Gregson, Koharski Scapinello, Sharrers |
|                  |                             |                  |                                                                   | Arbitrage : Gregson, Koharski Scapinello, Sharrers |
| 12               | Tirs                        | 29               |                                                                   | Arbitrage : Gregson, Koharski Scapinello, Sharrers |

| 15 juin | Sabres de Buffalo | 2-1 (1-1, 1-0, 0-0) | Stars de Dallas | 18 595 spectateurs |

| Feuille de match | Feuille de match                         | Feuille de match | Feuille de match                         | Feuille de match                                 |
| ---------------- | ---------------------------------------- | ---------------- | ---------------------------------------- | ------------------------------------------------ |
|                  | Sanderson — 8 min 9 s Ward — 27 min 37 s | 1-0 1-1 2-1      | Lehtinen (Modano, Hatcher) — 10 min 14 s | Arbitrage : Marouelli, McCreary Collins, Brosker |
| Hašek            | Gardiens                                 | Belfour          |                                          | Arbitrage : Marouelli, McCreary Collins, Brosker |
|                  |                                          |                  |                                          | Arbitrage : Marouelli, McCreary Collins, Brosker |
| 18               | Tirs                                     | 31               |                                          | Arbitrage : Marouelli, McCreary Collins, Brosker |

| 17 juin | Stars de Dallas | 2-0 (1-0, 0-0, 1-0) | Sabres de Buffalo | 17 001 spectateurs |

| Feuille de match | Feuille de match                                                                   | Feuille de match | Feuille de match | Feuille de match                                  |
| ---------------- | ---------------------------------------------------------------------------------- | ---------------- | ---------------- | ------------------------------------------------- |
|                  | Sydor (Modano, Zoubov) — 2 min 23 s (SN) Verbeek (Matvichuk, Modano) — 55 min 21 s | 1-0 2-0          |                  | Arbitrage : Fraser, Koharski Scapinello, Sharrers |
| Belfour          | Gardiens                                                                           | Hašek            |                  | Arbitrage : Fraser, Koharski Scapinello, Sharrers |
|                  |                                                                                    |                  |                  | Arbitrage : Fraser, Koharski Scapinello, Sharrers |
| 21               | Tirs                                                                               | 23               |                  | Arbitrage : Fraser, Koharski Scapinello, Sharrers |

| 19 juin | Sabres de Buffalo | 1-2 (3 pr) (0-1, 1-0, 0-0, 0-0, 0-0, 0-1) | Stars de Dallas | 18 595 spectateurs |

| Feuille de match | Feuille de match                       | Feuille de match | Feuille de match                                                             | Feuille de match                               |
| ---------------- | -------------------------------------- | ---------------- | ---------------------------------------------------------------------------- | ---------------------------------------------- |
|                  | Barnes (Primeau, Jitnik) — 38 min 21 s | 0-1 1-1 1-2      | Lehtinen (Modano, Ludwig) — 8 min 9 s Hull (Lehtinen, Modano) — 114 min 51 s | Arbitrage : Gregson, McCreary Brosker, Collins |
| Hašek            | Gardiens                               | Belfour          |                                                                              | Arbitrage : Gregson, McCreary Brosker, Collins |
|                  |                                        |                  |                                                                              | Arbitrage : Gregson, McCreary Brosker, Collins |
| 54               | Tirs                                   | 50               |                                                                              | Arbitrage : Gregson, McCreary Brosker, Collins |

## Récompenses

### Trophées
| Trophée                      | Vainqueur              | Équipe                 |
| ---------------------------- | ---------------------- | ---------------------- |
| Trophée Calder               | Chris Drury            | Avalanche du Colorado  |
| Trophée Lester-B.-Pearson    | Jaromír Jágr           | Penguins de Pittsburgh |
| Trophée Art-Ross             | Jaromír Jágr           | Penguins de Pittsburgh |
| Trophée Hart                 | Jaromír Jágr           | Penguins de Pittsburgh |
| Trophée Conn-Smythe          | Joe Nieuwendyk         | Stars de Dallas        |
| Trophée Bill-Masterton       | John Cullen            | Lightning de Tampa Bay |
| Trophée Frank-J.-Selke       | Jere Lehtinen          | Stars de Dallas        |
| Trophée Jack-Adams           | Jacques Martin         | Sénateurs d'Ottawa     |
| Trophée James-Norris         | Al MacInnis            | Blues de Saint-Louis   |
| Trophée King-Clancy          | Rob Ray                | Sabres de Buffalo      |
| Trophée Lady Byng            | Wayne Gretzky          | Rangers de New York    |
| Trophée Lester-Patrick       | Harry Sinden           | Harry Sinden           |
| Trophée Maurice-Richard      | Teemu Selänne          | Mighty Ducks d'Anaheim |
| Trophée Vézina               | Dominik Hašek          | Sabres de Buffalo      |
| Trophée William-M.-Jennings  | Ed Belfour Roman Turek | Stars de Dallas        |
| Trophée plus-moins de la LNH | John LeClair           | Flyers de Philadelphie |

| Trophée                      | Équipe            |
| ---------------------------- | ----------------- |
| Trophée Clarence-S.-Campbell | Stars de Dallas   |
| Trophée Prince de Galles     | Sabres de Buffalo |
| Trophée des présidents       | Stars de Dallas   |
| Coupe Stanley                | Stars de Dallas   |

### Équipes d'étoiles

#### Première et deuxième équipe
| Position       | Première équipe  | Première équipe        | Deuxième équipe | Deuxième équipe        |
| Position       | Joueur           | Équipe                 | Joueur          | Équipe                 |
| -------------- | ---------------- | ---------------------- | --------------- | ---------------------- |
| Gardien de but | Dominik Hašek    | Sabres de Buffalo      | Byron Dafoe     | Bruins de Boston       |
| Défenseur      | Nicklas Lidström | Red Wings de Détroit   | Raymond Bourque | Bruins de Boston       |
| Défenseur      | Al MacInnis      | Blues de Saint-Louis   | Éric Desjardins | Flyers de Philadelphie |
| Ailier gauche  | Paul Kariya      | Mighty Ducks d'Anaheim | John LeClair    | Flyers de Philadelphie |
| Centre         | Peter Forsberg   | Avalanche du Colorado  | Alekseï Iachine | Sénateurs d'Ottawa     |
| Ailier droit   | Jaromír Jágr     | Penguins de Pittsburgh | Teemu Selänne   | Mighty Ducks d'Anaheim |

#### Équipe des recrues
| Position       | Joueur       | Équipe                |
| -------------- | ------------ | --------------------- |
| Gardien de but | Jamie Storr  | Kings de Los Angeles  |
| Défenseur      | Tom Poti     | Oilers d'Edmonton     |
| Défenseur      | Sami Salo    | Sénateurs d'Ottawa    |
| Attaquant      | Chris Drury  | Avalanche du Colorado |
| Attaquant      | Milan Hejduk | Avalanche du Colorado |
| Attaquant      | Marián Hossa | Sénateurs d'Ottawa    |